# Tarbert Castle

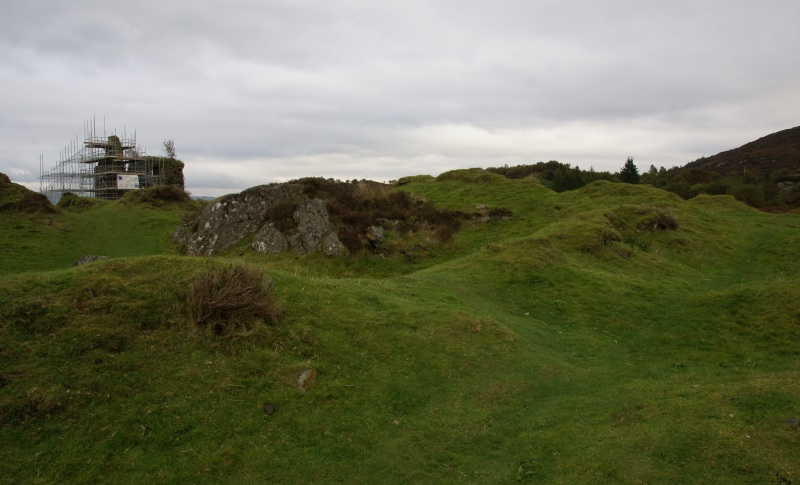
Tarbert Castle met vooraan de fundamenten van het dertiende-eeuwse kasteel en op de achtergrond de laat-vijftiende-eeuwse toren.

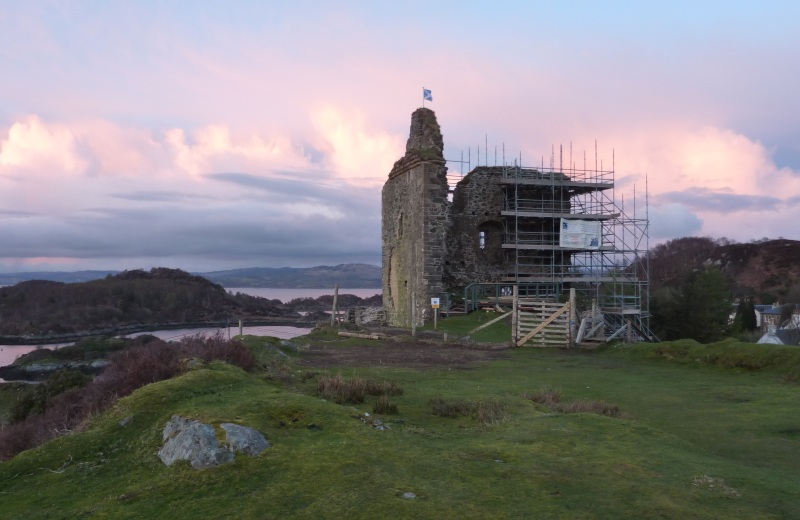
De laat-vijftiende-eeuwse uitbreiding van Tarbert Castle.

Tarbert Castle is (de ruïne van) een van oorsprong dertiende-eeuws kasteel, gelegen in Tarbert op het schiereiland Kintyre in de Schotse regio Argyll and Bute. In de veertiende en de late vijftiende eeuw werd het kasteel uitgebreid door respectievelijk Robert the Bruce en Jacobus IV.

## Geschiedenis
Op de locatie van Tarbert Castle stond ooit een versterking van de Schotten van Dalriada, die op zijn minst één keer werd ingenomen en in brand werd gestoken.
Rond 1098 wilde Magnus III van Noorwegen symbolisch bewijzen dat hij de eilanden en het schiereiland Kintyre in eigendom had omdat hij eromheen kon komen met zijn schepen; hij liet hiervoor zijn vikingschip over de landengte bij Tarbert slepen.
In de dertiende eeuw werd het huidige Tarbert Castle gebouwd in de vorm van een kasteel met ringmuur. Deze bouw zou zowel gebouwd kunnen zijn door de MacDonalds van Islay als door de Schotse koning. Het zou hier dan gaan om Alexander II of Alexander III.
In de veertiende eeuw deed Robert the Bruce het symbolische staaltje van Magnus III van Noorwegen na om zijn rechten op Kintyre te bevestigen. Robert the Bruce liet het kasteel uitbreiden over een groter deel van het plateau en versterkte het met muren, torens en houtwerken. Documenten uit 1325-1326 laten zien dat de koninklijke schatkist betaalde voor metselwerk en voor de oprichting van houten en kleien bouwsels. In 1329 verkreeg de plaats Tarbert de status van royal burgh.
In de late vijftiende eeuw of vroege zestiende eeuw werd een woontoren van vier verdiepingen binnen de muren opgetrokken. Dit was het werk van Jacobus IV die het kasteel veroverde op de MacDonalds tijdens zijn campage om de macht van de Lord of the Isles (Heer van de Eilanden) te breken in de jaren negentig van de vijftiende eeuw.
De MacAllisters werden aangesteld als beheerders van Tarbert Castle tot het beheer in de eerste helft van de zestiende eeuw overging naar de MacLeans en vervolgens naar de Campbells, graven van Argyll.
In 1685 veroverde Walter Campbell van Skipness het kasteel van de beheerders in die tijd, de Campbells, graven van Argyll, toen die Campbells in opstand waren gekomen. Rond 1750 kwam het beheer in handen van de Campbells van Stonefield.
Tarbert Castle was verlaten in het midden van de achttiende eeuw.

## Bouw
Tarbert Castle is gelegen ten oosten van Tarbert en ten zuiden van East Loch Tarbert in Knapdale. Het kasteel is gelegen op een makkelijk te verdedigen natuurlijk plateau dat zo'n dertig meter boven de zuidelijke kust van het meer ligt. Het plateau en het kasteel kunnen bereikt worden via een steil pad aan de zuidelijke kade in Tarbert.
Tarbert Castle werd gebouwd in drie fasen.
In de eerste fase, in de dertiende eeuw, was Tarbert Castle een kasteel met een min of meer vierkante plattegrond dat gevormd werd door een ringmuur waarin gebouwen waren opgenomen rondom een centrale binnenplaats. Dit kasteel bevond zich aan de zuidwestelijke zijde van het plateau. In de 21e eeuw zijn daar vier rijen van lage, nauwelijks herkenbare parallelle verhogingen te zien, die de vier zijden van een grofweg vierkante plattegrond van 41,5 bij 37,2 meter groot markeren. Gaten in deze verhogingen markeren deuropeningen en is aannemelijk dat het kasteel zijn hoofdingang had aan de noordoostelijke zijde waar de grond het vlakst is.
In de tweede fase, in de vroege veertiende eeuw werd dit uitgebreid door de bouw van een muur met versterkingen die om de rotsige top van het plateau werd gebouwd, waarmee het noordoostelijke deel van het plateau onderdeel werd van het kasteel. Aan de noordoostelijke zijde zijn twee ronde torens van deze fase overgebleven in de 21e eeuw, elk 8,7 meter in diameter, waarvan de oorspronkelijke muur nog iets meer dan vier meter hoog is.
In de derde fase, die begon in 1494, werd een woontoren van vier verdiepingen gebouwd tegen de zuidoostelijke muur. De toegang bevond zich aan de noordoostelijke zijde van het gebouw. De kelder van deze toren was voorzien van een tongewelf.
Van deze woontoren zijn geen bovenverdiepingen overgebleven in de 21e eeuw. Enkel de kelder en de noordoostelijke en noordwestelijke muren zijn overgebleven. In de noordoostelijke muur is een deel van een raam en een bankje overgebleven; in de noordwestelijke muur zijn de resten van een haard te zien alsmede enige raamopeningen en schietgaten. Twee horizontale schietaten flankeren de kapotte ingang van het voorwerk dat aan de basis van de toren werd toegevoegd aan het einde van de zestiende eeuw.

## Beheer
Tarbert Castle wordt beheerd door de Tarbert Castle Trust.